# Крылов, Юрий Дмитриевич
Юрий Дмитриевич Крылов (30 апреля 1946, Горький — 19 октября 2010, Киев) — советский хоккеист, защитник. Мастер спорта СССР, заслуженный тренер Украины, заслуженный деятель культуры и спорта Украины.

## Биография
Родился в Горьком, где окончил педагогический институт. Воспитанник «Торпедо», в сезоне 1963/64 играл в первенстве РСФСР за «Динамо» Горький. Следующие семь сезонов выступал за «Торпедо», затем играл за команды «Динамо» Киев (1971/72 — 1972/73), «Сокол» Киев (1973/74), «Нефтяник» Ухта (1974/75), «Водник» Ванино (1978/79), «Гейзер» (Елизово, 1979/80 — 1980/81).
Работал тренером СДЮШОР «Сокол», среди воспитанников — Владимир Кирик, Николай Жердев, Антон Бабчук, Олег Полковников, Дмитрий Пидгурский, Александр Сухенко, Андрей Михнов, Александр Караульщук, Виталий Гаврилюк, Антон Буточнов, Игорь Андрущенко, Константин Рябенко, Артём Бондарев, Тарас Бега, Руслан Борисенко.
Скончался 19 октября 2010 года. Похоронен на Городском кладбище Киева.